# Liste de films tournés à La Réunion
Un certain nombre d'œuvres cinématographiques et télévisuelles ont été tournées à La Réunion.
Voici une liste à compléter de films, téléfilms, feuilletons télévisés, films documentaires... tournés à La Réunion, classés par commune, lieu de tournage et date de diffusion.
- Haut – A
- B
- C
- D
- E
- F
- G
- H
- I
- J
- K
- L
- M
- N
- O
- P
- Q
- R
- S
- T
- U
- V
- W
- X
- Y
- Z

## Lieux à déterminer
- 1964 : Cargo pour la Réunion de  Paul Mesnier, long métrage [1]
- 1997 : Qui peut espérer tutoyer les nuages de Fred Eyriey, court métrage [2]
- 2001 : série télévisée Les Monos
- 2006 : Sous l'emprise de la canne de Olivier Carret, court métrage [3]
- 2009 : La nature des monstres de DKpit, court métrage[4]
- 2014 :  Noir & Blanc de Jean Laurent Faubourg, moyen métrage [5]
- 2015 : Terre Marronne de Lauren Ransan, documentaire [6]
- 2016 : Cassandre de Joffrey Renambatz, court métrage[7]
- 2017 : Siréna de Camille Bessière-Mithra, court métrage[8]
- 2018 : Seuls les poissons morts suivent le courant de Érika Étang-Salé, court métrage[9]
- 2018 : La petite sirène de Manon Amacouty, court métrage[10]
- 2018 : Le Mafatais de  Olivier Carrette, moyen métrage [11]
- 2019 : Simp Rapid  de Benjamin Gueniot, court métrage[12]
- 2021 : Lèv la tèt dann fénwar (Quand la nuit se soulève) de Erika Etangsalé [13]
- 2021 : 25€12 de Lauren Ransan et Abel Vaccaro, court métrage[14]
- 2021 : Sentier Paradis de Lauren Ransan, court métrage[15]
- 2022 : Zamal Paradise de DKpit, long métrage [16]
- 2022 : Somin Gazé de Lauren Ransan et Abel Vaccaro, série[17]
- 2022 : Ici, les plages sont noires de Olivier Dejean, court métrage [18]
- 2023 : Lémuria de Marine Hervé, documentaire [19]

## A
- Haut – A
- B
- C
- D
- E
- F
- G
- H
- I
- J
- K
- L
- M
- N
- O
- P
- Q
- R
- S
- T
- U
- V
- W
- X
- Y
- Z

## C
- Cilaos
  - 2014 : A court d'enfants de Marie Hélène Roux, moyen métrage [20]

- Haut – A
- B
- C
- D
- E
- F
- G
- H
- I
- J
- K
- L
- M
- N
- O
- P
- Q
- R
- S
- T
- U
- V
- W
- X
- Y
- Z

## E
- Entre-Deux
  - 2021 : Flèr Sinkèr de Marcelino Méduse, court métrage[21]
  - 2022 : Sans Contact, de Sébastien Cozza, court métrage

- Haut – A
- B
- C
- D
- E
- F
- G
- H
- I
- J
- K
- L
- M
- N
- O
- P
- Q
- R
- S
- T
- U
- V
- W
- X
- Y
- Z

## L
- La Possession
  - 2017 : Mon bann rêve lé en créole de Guillaume Kondoki, court métrage [22]

- Le Port
  - 1969 : La Sirène du Mississipi de François Truffaut, long métrage
  - 2015 : Demain de Cyril Dion et Mélanie Laurent, long documentaire
  - 2021 : Les Orchidées de de Sacha Calame et Florian Dilloo, film d'animation

- Le Tampon
  - 1969 : La Sirène du Mississipi de François Truffaut, long métrage (Château Bel-Air)
  - 2009 : La malédiction du poulet de Nicolas Guéniot et Sébastien Combo, court métrage [23] (Château Bel-Air)
  - 2012 : La malédiction du poulet 2, le retour du poulet maudit de Nicolas Gueniot, court métrage [24] (Château Bel-Air)
  - 2014 : La vengeance du poulet maudit de Nicolas Gueniot, court métrage [25] (Château Bel-Air)
  - 2015 : Demain de Cyril Dion et Mélanie Laurent, long documentaire
  - 2017 :  Les garçons sauvages de Bertrand Mandico, long métrage[26] (Château Bel-Air)

- Les Trois-Bassins
  - 2017 : Les garçons sauvages de Bertrand Mandico, long métrage[26] (plage de la Souris Chaude)

- Haut – A
- B
- C
- D
- E
- F
- G
- H
- I
- J
- K
- L
- M
- N
- O
- P
- Q
- R
- S
- T
- U
- V
- W
- X
- Y
- Z

## P
- Petite-Île
  - 2020 : Réunions, série télévisée (tournée en 2019)[27] (Grande Anse)
  - 2021 : Reine Kayanm de Nicolas Séry, court métrage (Grande Anse)
  - 2022 : L'Homme de nos vies mini-série de Frédéric Berthe
  - 2023 : Kabri i manz salad de Nicolas Séry, court métrage

- Haut – A
- B
- C
- D
- E
- F
- G
- H
- I
- J
- K
- L
- M
- N
- O
- P
- Q
- R
- S
- T
- U
- V
- W
- X
- Y
- Z

## S
- Saint-Benoît
  - 2006 : Les Secrets du volcan, série télévisée
  - 2020 : Terrible jungle de Hugo Benamozig et David Caviglioli, long métrage

- Saint-Denis
  - 1963 : Sucre amer de Yann le Masson, documentaire
  - 1969 : La Sirène du Mississipi de François Truffaut, long métrage
  - 1989 : Aurore de Georges Boissier, long métrage, montage des rushs salle François Truffaut.
  - 2006 : Les Secrets du volcan, série télévisée
  - 2013 : Cut !, série télévisée
  - 2014 : Rosenn d’Yvan Lemoine, long métrage
  - 2016 : The real pussy baby de Benjamin Gueniot, court métrage[28]
  - 2017 : La face cachée du père Noël de Laurent Pantaléon, court métrage de fiction
  - 2019 : Baba sifon de Laurent Pantaléon, court métrage de fiction
  - 2019 : Blaké de Vincent Fontano, court métrage de fiction
  - 2019 : La Malédiction du volcan de Marwen Abdallah, téléfilm
  - 2020 : Terrible jungle de Hugo Benamozig et David Caviglioli, long métrage
  - 2021 : Fwink Fwink de Yaëlle Trulès, court métrage[29]

- Saint-Gilles les Bains
  - 2013 : Cut !, série télévisée
  - 2013 : Speed dating de Beryl Coutat, court métrage
  - 2014 : Belle comme la femme d'un autre de Catherine Castel, long métrage
  - 2018 : Larguées d'Éloïse Lang, long métrage
  - 2020 : Super-Cahuete de Nicolas Gueniot, court métrage [30]

- Saint-Joseph
  - 2014 : Vocation de Arno Ximénès, court métrage[31]
  - 2015 : Les garçons sauvages de Bertrand Mandico, long métrage[26] (Vincendo, cap Poisson d'Ail)

- Saint-Leu
  - 2017 : Sac la mort d'Emmanuel Parraud, long métrage (Piton Saint-Leu)
  - 2017 : 69 de Beryl Coutat, court métrage[32]
  - 2018 : Larguées d'Éloïse Lang, long métrage
  - 2019 : Fiat Lux de Christophe Hamon, court métrage[33]
  - 2019 : Otto Pussy  de Serge Payet, court métrage[34]
  - 2023 : À Fleur d'eau, de Martin Lacroix, court métrage

- Saint-Louis
  - 2022 : Sans Contact, de Sébastien Cozza, court métrage

- Saint-Paul
  - 2006 : Les Secrets du volcan, série télévisée
  - 2017 : Tangente de Julie Jouve et Rida Belghiat, court métrage de fiction (Maïdo)
  - 2018 : Sombres Couleurs de Ophélie Galant, court métrage [35]
  - 2019 : La Malédiction du volcan de Marwen Abdallah, téléfilm
  - 2021 : La saveur des mangues de Nirana de Lorris Coulon, court métrage [36]
  - 2021 : Tribu  de Rudy Zopire, court métrage [37]
  - 2022 : L'Homme de nos vies mini-série de Frédéric Berthe (hôtel résidence NESS à La Saline les Bains, hôtel Lux Saint-Gilles et hôtel Boucan Canot)

- Saint-Pierre
  - 2019 : Baba sifon de Laurent Pantaléon, court métrage de fiction

- Saint-Philippe
  - 2017 : Les garçons sauvages de Bertrand Mandico, long métrage[26] (plage du Tremblet)

- Sainte-Anne
  - 1969 : La Sirène du Mississipi de François Truffaut, long métrage

- Sainte-Suzanne
  - 2014 : Rosenn d’Yvan Lemoine, long métrage

- Haut – A
- B
- C
- D
- E
- F
- G
- H
- I
- J
- K
- L
- M
- N
- O
- P
- Q
- R
- S
- T
- U
- V
- W
- X
- Y
- Z

## T
- Territoire de la Côte Ouest (TCO)
  - 2022 : L'Homme de nos vies mini-série de Frédéric Berthe

- Haut – A
- B
- C
- D
- E
- F
- G
- H
- I
- J
- K
- L
- M
- N
- O
- P
- Q
- R
- S
- T
- U
- V
- W
- X
- Y
- Z

## V
- Volcan
  - 2015 : Terre Marronne de Lauren Ransan[38]
  - 2021 : Sentier Paradis de Lauren Ransan[39]
- Communauté intercommunale des Villes solidaires (CIVIS)
  - 2022 : L'Homme de nos vies mini-série de Frédéric Berthe

- Haut – A
- B
- C
- D
- E
- F
- G
- H
- I
- J
- K
- L
- M
- N
- O
- P
- Q
- R
- S
- T
- U
- V
- W
- X
- Y
- Z